# Odontotaenius floridanus
Odontotaenius floridanus là một loài bọ cánh cứng trong họ Passalidae. Chúng là loài đặc hữu sống ở hồ Wales Ridge, Florida, Mỹ.

## Hình ảnh

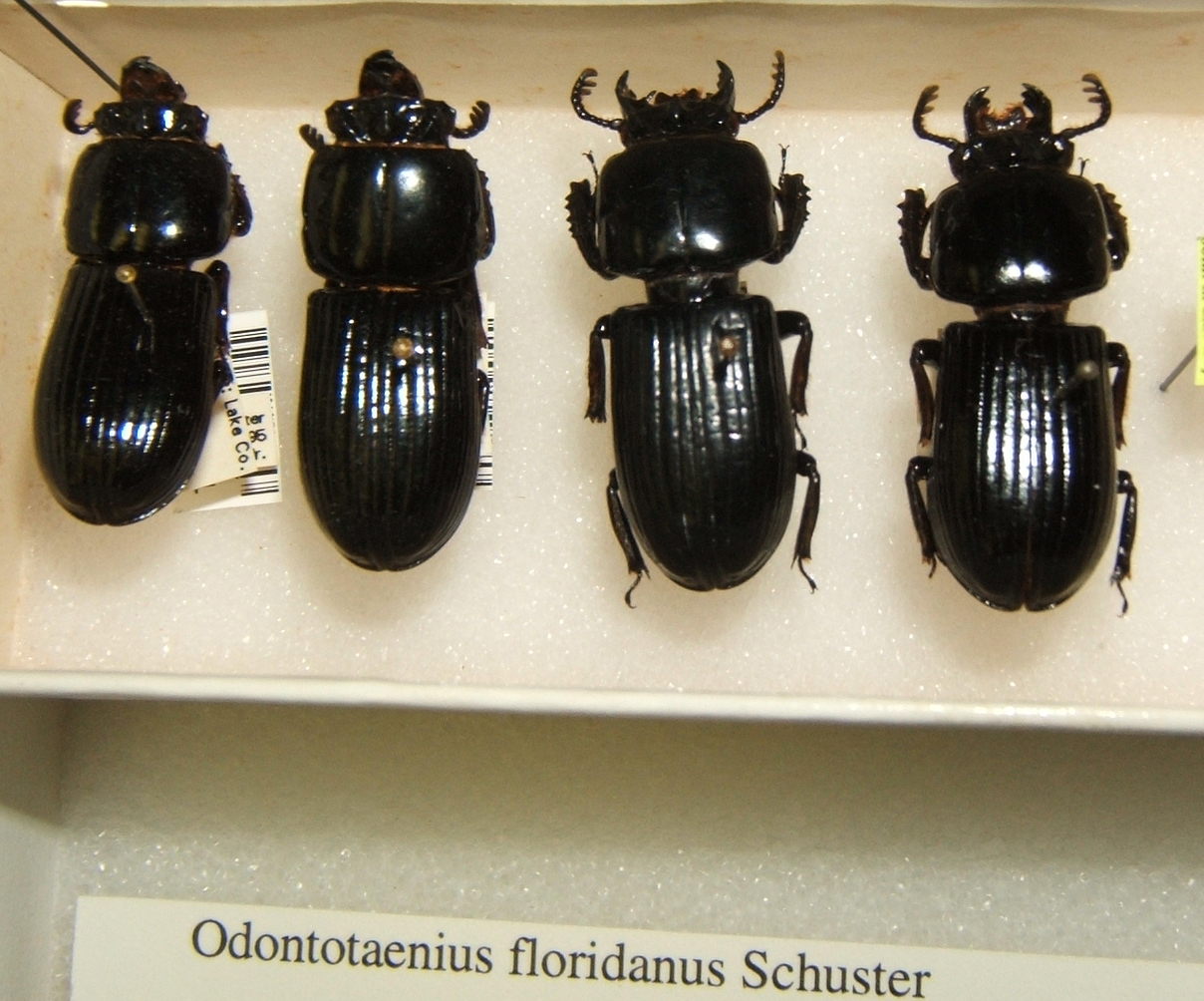
Odontotaenius floridanus variation